# Unibet.com (wielerploeg)/2007
Samenstelling van de Unibet.com-wielerploeg in 2007.
| Naam                    | Geboortedatum | Nationaliteit       | Ploeg 2006             | Titel                      |
| ----------------------- | ------------- | ------------------- | ---------------------- | -------------------------- |
| Aleksandr Chatoentsev   | 02-11-1985    | Rusland             | Omnibike Dimano Moscow | Russisch kampioen          |
| Matteo Carrara          | 25-03-1979    | Italië              | Lampre                 |                            |
| Jimmy Casper            | 28-05-1978    | Frankrijk           | Cofidis                |                            |
| Baden Cooke             | 12-10-1978    | Australië           |                        |                            |
| Arnaud Coyot            | 06-10-1981    | Frankrijk           | Cofidis                |                            |
| Tom Criel (vanaf 01/05) | 06-06-1983    | België              | Unibet.com CT          |                            |
| Markus Eichler          | 18-02-1982    | Duitsland           | Team Regiostrom-Senges |                            |
| Gorik Gardeyn           | 17-03-1980    | België              |                        |                            |
| Michał Gołaś            | 29-04-1984    | Polen               | beloften               |                            |
| Jeremy Hunt             | 12-03-1974    | Verenigd Koninkrijk |                        |                            |
| Sergej Kolesnikov       | 03-09-1986    | Rusland             | Omnibike Dimano Moscow |                            |
| Gustav Larsson          | 20-09-1980    | Zweden              | La Française des Jeux  | Zweeds kampioen tijdrijden |
| Jonas Ljungblad         | 15-01-1979    | Zweden              |                        |                            |
| Luis Pasamontes         | 02-10-1979    | Spanje              |                        |                            |
| Víctor Hugo Peña        | 10-07-1974    | Colombia            | Phonak                 |                            |
| Matthé Pronk            | 01-07-1974    | Nederland           |                        |                            |
| José Rujano             | 18-02-1982    | Venezuela           | Quick·Step-Innergetic  |                            |
| Niels Scheuneman        | 21-12-1983    | Nederland           | Rabobank               |                            |
| Gil Suray               | 29-08-1984    | België              | Davitamon-Lotto        |                            |
| Laurens ten Dam         | 13-11-1980    | Nederland           |                        |                            |
| Erwin Thijs             | 06-08-1970    | België              |                        |                            |
| Rigoberto Urán          | 26-01-1987    | Colombia            | Tenax                  |                            |
| Stijn Vandenbergh       | 25-04-1984    | België              | beloften               |                            |
| Troels Vinther          | 24-02-1987    | Denemarken          | beloften               |                            |
| Matthew Wilson          | 01-10-1977    | Australië           |                        |                            |
| Marco Zanotti           | 21-01-1974    | Italië              |                        |                            |
| Stagiairs               |               |                     |                        |                            |
| Jean-Marc Bideau        | 08-04-1984    | Frankrijk           |                        |                            |
| Lucas Persson           | 16-03-1984    | Zweden              |                        |                            |
| Kenny Van Der Schueren  | 20-07-1982    | België              |                        |                            |

AG2R-La Mondiale · Astana · Bouygues Télécom · Caisse d'Epargne · Cofidis, Le Crédit par Téléphone · Crédit Agricole · Team CSC · Discovery Channel Pro Cycling Team · Euskaltel-Euskadi · La Française des Jeux · Team Gerolsteiner · Lampre - Fondital · Liquigas - Bianchi · Predictor-Lotto · Quick·Step - Innergetic · Rabobank · Saunier Duval - Prodir · Team Milram · T-Mobile Team · Unibet.com